# Ecchinswell
Ecchinswell är en by i civil parish Ecchinswell, Sydmonton and Bishops Green, i distriktet Basingstoke and Deane, i grevskapet Hampshire i England. Ecchinswell var en civil parish fram till 1932 när blev den en del av Ecchinswell and Sydmonton. Civil parish hade 295 invånare år 1931. Byn nämndes i Domedagsboken (Domesday Book) år 1086, och kallades då Eccleswelle.